# Олендри (Лодзинське воєводство)
Олендри (пол. Olendry) — село в Польщі, у гміні Ґрабиця Пйотрковського повіту Лодзинського воєводства.
Населення — 51 особа (2011).
У 1975-1998 роках село належало до Пйотрковського воєводства.

## Демографія
Демографічна структура станом на 31 березня 2011 року:
|          | Загалом | Допрацездатний вік | Працездатний вік | Постпрацездатний вік |
| -------- | ------- | ------------------ | ---------------- | -------------------- |
| Чоловіки | 25      | 5                  | 18               | 2                    |
| Жінки    | 26      | 3                  | 18               | 5                    |
| Разом    | 51      | 8                  | 36               | 7                    |